# Chalco (Nebraska)
Chalco é uma Região censo-designada localizada no estado americano de Nebraska, no Condado de Sarpy.

## Demografia
Segundo o censo americano de 2000, a sua população era de 10.736 habitantes.

## Geografia
De acordo com o United States Census Bureau, a localidade tem uma área de 7,5 km², sem área coberta por água.

## Localidades na vizinhança
O diagrama seguinte representa as localidades num raio de 12 km ao redor de Chalco.